# We Stitch These Wounds
Albums de Black Veil Brides
Set the World on Fire
(2011)
We Stitch These Wounds est le premier album du groupe Black Veil Brides. Il a été vendu à près de 11 000 exemplaires lors de sa première semaine, a été # 36 sur le Billboard Top 200, et no 1 sur le Billboard Independent. La chanson "Carolyn" a été écrite par Jake Pitts en l'honneur de sa mère.

## Liste des titres
1. The Outcasts (Call to Arms) (0:30)
2. We Stitch These Wounds (3:59)
3. Beautiful Remains (4:13)
4. Children Surrender (3:11)
5. Perfect Weapon (4:07)
6. Knives and Pens (4:15)
7. The Mortician's Daughter (4:11)
8. All Your Hate (3:10)
9. Heaven's Calling (3:19)
10. Never Give In (3:09)
11. Sweet Blasphemy (3:56)
12. Carolyn (4:37)
13. Knives and Pens (Acoustic version) (4:50)